# Kwas 3-merkaptopropionowy
Kwas 3-merkaptopropionowy – siarkoorganiczny związek chemiczny, alifatyczny kwas monokarboksylowy zawierający grupę tiolową przy 3. atomie węgla. Jego izomerem jest kwas 2-merkaptopropionowy.
Jest bezbarwną cieczą  o ostrym zapachu siarki, rozpuszczalną w wodzie, etanolu, eterze, benzenie i rozpuszczalnikach nasyconych tlenem. Jest toksyczna i palna. Powyżej temperatury zapłonu może tworzyć z powietrzem mieszaniny wybuchowe.
Stosowany jako środek redukujący i depilujący w kosmetyce, do modelowania włosów oraz jako przeciwutleniacz. W przemyśle tworzyw sztucznych wykorzystuje się go m.in. jako cieplny kostabilizator PCW, dodatek do różnych tworzyw i katalizator.